# Son of a Gun (I Betcha Think This Song Is About You)
A Son of a Gun (I Betcha Think This Song Is About You) Janet Jackson amerikai énekesnő kislemeze All for You című albumáról. A dal egy duett Carly Simonnal, akinek 1972-ben megjelent You’re So Vain című számából részleteket használ fel a dal. A remixváltozatban, amihez a videóklip készült, Missy Elliott is közreműködik.

## Háttér
Az agresszív hangvételű dalban Jackson egy férfit szid, aki durván bánt vele. Ahogy annak idején a You’re So Vain esetében, a Son of a Gunnal kapcsolatban is szárnyra kaptak a találgatások, hogy kiről szólhat a dal. A rajongók feltételezése szerint Janet volt férjéről, René Elizondóról, akitől az énekesnő nem sokkal az album megjelenése előtt vált el, de olyan feltételezések is születtek, hogy olyanokról szól, akik Janet pénzét akarják.
Mikor Carly Simon száma megjelent csaknem harminc évvel a Son of a Gun előtt, ő sem 
árulta el, kiről szól a dala, feltételezések szerint Mick Jaggerről vagy Warren Beattyről.

## Fogadtatása
A Son of a Gun a 28. helyig jutott az USA-ban a Billboard Hot 100-on, ezzel ez lett Jackson harmincadik Top 40 slágere, de az első, amelyik nem került a Top 20-ba, mióta Janet 1986-ban befutott a Control című albumával.
Érdekesség, hogy a remixben Missy Elliott azt a sort idézi, amit Michael Jackson mond The Girl Is Mine című, Paul McCartneyvel énekelt duettjében: I’m a lover, not a fighter.

## Videóklip és remixek
A dal videóklipje 2001 szeptemberében jelent meg, és Francis Lawrence rendezte. A sötét hangulatú klipben okkult elemek is előfordulnak; egy elhagyatott hotelben játszódik, ahol egy fiatalember tartózkodik, mígnem észreveszi, hogy valami nincs rendben. Ezután Jackson üldözni kezdi, a férfi pedig menekül. Janet segítségül hívja Missy Elliottot és egy sereg zombit. Az egyik jelenetben Jackson megeszik egy pókot. A férfi a mosdóba menekül, de az egyre erőszakosabb Jackson utoléri. A férfi a garázsba menekül, de nem ér el a kocsijáig, mert Janet, Missy és a zombik elfogják.
Carly Simon nem szerepel a klipben, de az All for You turnén mutatják a kivetítőn a dal elején.

### Hivatalos remixek
A dalhoz számos remix készült; mivel az eredeti változatban a szöveg nagy részét nem éneklik, hanem mondják, a rádióban adott és a videóklipben szereplő változat is a remix, nem az albumverzió. Eredetileg a The Original Flyte Time Remixet küldték el a rádióknak; ebben a változatban Carly Simon szövegének nagy részét és a durva szavakat kihagyták, valamint került bele egy rap Missy Elliott-tól. Számos további remix, például a Route 80 Remix, a Rockwilder Remix és a P. Diddy Remix nem az eredeti változat, hanem a Flyte Tyme Remix remixei. A P. Diddy Remixet azonban többet játszották a rádiók, mint a Flyte Tyme Remixet, ez lett a legsikeresebb verziója a dalnak.
Flyte Tyme-remixek
- The Original Flyte Tyme remix feat. Missy Elliott (4:14)
- The Original Flyte Tyme clean remix feat. Missy Elliott (4:14)

P. Diddy-remixek
- P. Diddy remix feat. Missy Elliott & P. Diddy (5:07)
- P. Diddy radio remix feat. Missy Elliott & P. Diddy (4:26)
- P. Diddy radio remix w/o Intro feat. Missy Elliott & P. Diddy (4:20)
- P. Diddy Super extended mix feat. Missy Elliott & P. Diddy (8:01)
- P. Diddy Super extended clean mix feat. Missy Elliott & P. Diddy (8:01)

Cottonbelly-remixek
- Cottonbelly remix (5:31)
- Cottonbelly dub (5:35)
- Cottonbelly extended dance mix (6:35)

Al B. Rich-remixek
- Al B. Rich Son of a Club remix (9:41)
- Al B. Rich Son of a Club edit (7:01)
- Al B. Rich radio edit (4:00)
- Al B. Rich Tribeapella (4:30)
- Al B. Rich Son of a Dub (9:37)

További remixek
- Route 80 remix feat. Missy Elliott (4:09)
- Rock remix feat. Missy Elliott (4:10)

## Változatok
CD maxi kislemez (Európa)
1. Son of a Gun (I Betcha Think This Song Is About You) (Flyte Tyme Remix feat. Missy Elliott) – 4:13
2. Son of a Gun (I Betcha Think This Song Is About You)(P. Diddy Remix feat. Missy Elliott & P. Diddy) – 5:01
3. Son of a Gun (I Betcha Think This Song Is About You) (Cottonbelly Remix) – 5:31
4. Son of a Gun (I Betcha Think This Song Is About You) (Rock Remix feat. Missy Elliott) – 4:10
5. Son of a Gun (I Betcha Think This Song Is About You) (Album Version) – 5:56

## Helyezések
| Slágerlista (2001)                             | Legmagasabb helyezés |
| ---------------------------------------------- | -------------------- |
| USA Billboard Hot 100                          | 28                   |
| USA Billboard Hot 100 Airplay                  | 26                   |
| USA Billboard Hot R&B/Hip-Hop Singles & Tracks | 26                   |
| USA Billboard Hot Dance Music/Club Play        | 7                    |
| USA Billboard Rhythmic Top 40                  | 11                   |
| USA Billbaord Mainstream Top 40                | 20                   |
| USA ARC Weekly Top 40                          | 11                   |
| Ausztrál ARIA slágerlista                      | 20                   |
| Belga kislemezlista                            | 20                   |
| Brit kislemezlista                             | 13                   |
| Dán kislemezlista                              | 19                   |
| Dél-afrikai eladási lista                      | 17                   |
| Holland kislemezlista                          | 34                   |
| Japán eladási lista                            | 22                   |
| Kanadai kislemezlista                          | 12                   |
| Német kislemezlista                            | 69                   |
| Olasz kislemezlista                            | 47                   |
| Svájci kislemezlista                           | 56                   |
| Svéd kislemezlista                             | 48                   |
| Új-zélandi kislemezlista                       | 49                   |
| Zimbabwei kislemezlista                        | 1                    |
| Nemzetközi slágerlista (rádiós játszások)      | 7                    |